# Велики вранац
Велики вранац или велики корморан (лат. Phalacrocorax carbo) из породице вранаца (Phalacrocoracidae) је крупна птица, црног перја, пливачица и гњурац. Живи у јатима у приобалним крајевима, као и на обали река и језера. У приморју гради гнездо на стеновитим, ненастањеним острвима, користећи као материјал суве алге, а у унутрашњости земље на високом дрвећу, од гранчица и суве траве.

## Исхрана
Храни се рибом коју сам улови на тај начин што зарони за њом. Између два роњења мора да осуши од воде отежало перје и зато сатима стоји на сунцу раширених крила. Одлично плива, али добро и лети. Без оклевања прелети у једном даху 50 км. у потрази за местом где има доста рибе.

## Велики вранац као домаћа животиња
Још у давна времена у Кини су рибари користили способност корморана да вешто ухвати под водом крупну рибу. Птице су навикавали да стоје на ивици чамца и да једна за другом роне и доносе на површину рибу коју би им власник затим одузимао. Да не би гутале плен, рибари су птицама стављали метални прстен око врата и везивали их узицом за ивицу чамца. Прстен је био тек толико широк да омогући корморану да прогута ситне рибе којима би их рибари частили за успешан лов. И у Северној Македонији на Дојранском језеру се некада ловило корморанима али је данас потпуно напуштен тај начин риболова и показује се само понекад, као туристичка занимљивост.

## Галерија
- Велики вранац се одмара на стубу у луци у Ден Оеверу, Холандија
- Испружите крила док седите на стубу
- Велики лов на велики вранац у Одеси
- Велики вранац, суши крила на језеру Јунико у Префектура Аомори, Јапан
- Одрасли велики вранац у узгојном перју, Текел, Холандија (2010)